# Vòng loại Giải vô địch bóng đá nữ châu Âu 2013 - Bảng 4
Vòng loại Giải vô địch bóng đá nữ châu Âu 2013 - Bảng 4 bao gồm năm đội tuyển thi đấu.

## Xếp hạng
|  | Đội giành vé dự Giải vô địch bóng đá nữ châu Âu 2013 |
|  | Đội thi đấu vòng play-off                            |

| Đội              | Tr | T | H | B | BT | BB | HS  | Đ  |
| ---------------- | -- | - | - | - | -- | -- | --- | -- |
| Pháp             | 8  | 8 | 0 | 0 | 32 | 2  | +30 | 24 |
| Scotland         | 8  | 5 | 1 | 2 | 21 | 12 | +9  | 16 |
| Wales            | 8  | 3 | 1 | 4 | 12 | 14 | −2  | 10 |
| Cộng hòa Ireland | 8  | 3 | 0 | 5 | 8  | 11 | −3  | 9  |
| Israel           | 8  | 0 | 0 | 8 | 1  | 36 | −35 | 0  |

## Kết quả
Giờ thi đấu là UTC+2.
| Israel | 0 – 5    | Pháp                                                               |
| ------ | -------- | ------------------------------------------------------------------ |
|        | Chi tiết | Eni 5' (l.n.) · Franco 62' · Abily 71' · Le Sommer 86' · Delie 87' |

| Wales | 0 – 2    | Cộng hòa Ireland       |
| ----- | -------- | ---------------------- |
|       | Chi tiết | D. O'Sullivan 27', 70' |

| Cộng hòa Ireland | 1 – 3    | Pháp                                  |
| ---------------- | -------- | ------------------------------------- |
| O'Gorman 90+2'   | Chi tiết | Nécib 62' · Delie 69' · Le Sommer 74' |

| Israel   | 1 – 6    | Scotland                                                                |
| -------- | -------- | ----------------------------------------------------------------------- |
| Lavi 35' | Chi tiết | Ross 5' · Beattie 9' · Little 48', 57' · Lauder 69' · Ravitz 72' (l.n.) |

| Cộng hòa Ireland              | 2 – 0    | Israel |
| ----------------------------- | -------- | ------ |
| D. O'Sullivan 74' · Grant 87' | Chi tiết |        |

| Wales     | 1 – 4    | Pháp                                        |
| --------- | -------- | ------------------------------------------- |
| Ludlow 2' | Chi tiết | Thiney 43', 74' · Le Sommer 67' · Delie 85' |

| Pháp                                                     | 5 – 0    | Israel |
| -------------------------------------------------------- | -------- | ------ |
| Thiney 15', 37', 38' · Bompastor 22' (ph.đ.) · Rubio 90' | Chi tiết |        |

| Scotland               | 2 – 2    | Wales               |
| ---------------------- | -------- | ------------------- |
| Ross 19' · Beattie 44' | Chi tiết | Lea 4' · Lander 26' |

| Israel | 0 – 2    | Wales                 |
| ------ | -------- | --------------------- |
|        | Chi tiết | Lander 8' · Ingle 88' |

| Pháp                          | 2 – 0    | Scotland |
| ----------------------------- | -------- | -------- |
| Dieke 64' (l.n.) · Renard 70' | Chi tiết |          |

| Pháp                            | 4 – 0    | Wales |
| ------------------------------- | -------- | ----- |
| Thomis 9', 38', 50' · Abily 80' | Chi tiết |       |

| Scotland               | 2 – 1    | Cộng hòa Ireland |
| ---------------------- | -------- | ---------------- |
| Jones 86' · Murray 87' | Chi tiết | D. O'Sullivan 4' |

| Scotland                                                                           | 8 – 0    | Israel |
| ---------------------------------------------------------------------------------- | -------- | ------ |
| Lauder 1' · Little 6', 25', 44' · Sneddon 9' · Love 15' · J. Ross 28' · Corsie 83' | Chi tiết |        |

| Cộng hòa Ireland | 0 – 1    | Wales      |
| ---------------- | -------- | ---------- |
|                  | Chi tiết | Lander 71' |

| Wales                                                  | 5 – 0    | Israel |
| ------------------------------------------------------ | -------- | ------ |
| Harding 3', 28', 36' · Wiltshire 50' · Keryakoplis 72' | Chi tiết |        |

| Cộng hòa Ireland | 0 – 1    | Scotland   |
| ---------------- | -------- | ---------- |
|                  | Chi tiết | Corsie 25' |

| Wales      | 1 – 2    | Scotland              |
| ---------- | -------- | --------------------- |
| Lander 38' | Chi tiết | Love 45' · Little 68' |

| Pháp                                       | 4 – 0    | Cộng hòa Ireland |
| ------------------------------------------ | -------- | ---------------- |
| Thomis 8' · Le Sommer 13', 43' · Morel 86' | Chi tiết |                  |

| Israel | 0 – 2    | Cộng hòa Ireland             |
| ------ | -------- | ---------------------------- |
|        | Chi tiết | O'Sullivan 65' · Russell 67' |

| Scotland | 0 – 5    | Pháp                                            |
| -------- | -------- | ----------------------------------------------- |
|          | Chi tiết | Delie 17', 72' · Le Sommer 34', 66' · Nécib 64' |

## Cầu thủ ghi bàn
7 bàn
- Eugénie Le Sommer

6 bàn
- Kim Little

5 bàn
- Marie-Laure Delie
- Gaëtane Thiney

4 bàn
| - Denise O'Sullivan | - Elodie Thomis | - Helen Lander |

3 bàn
- Jane Ross
- Natasha Harding

2 bàn
| - Camille Abily - Louisa Nécib | - Jennifer Beattie - Rachel Corsie | - Hayley Lauder - Joanne Love |

1 bàn
| - Ciara Grant - Áine O'Gorman - Fiona O'Sullivan - Julie-Ann Russell - Moran Lavi - Sonia Bompastor | - Corine Franco - Julie Morel - Wendie Renard - Léa Rubio - Rhonda Jones - Christie Murray | - Megan Sneddon - Sophie Ingle - Hannah Keryakoplis - Amie Lea - Jayne Ludlow - Sarah Wiltshire |

1 bàn phản lưới
| - Oshrat Eni (gặp Pháp) | - Michal Ravitz (gặp Scotland) | - Ifeoma Dieke (gặp Pháp) |